# Agujas de Chamonix
Las Agujas de Chamonix (en francés, Aiguilles de Chamonix; en italiano Guglie di Chamonix) son un grupo de aristas rocosas del macizo del Mont Blanc y colocadas en la parte septentrional, francesa, del macizo. Se encuentran entre el glaciar de los Bossons al oeste y la Mer de Glace al este. Dominan el valle de Chamonix y representan uno de los paisajes más célebres de los Alpes franceses.
Según la clasificación de la SOIUSA las Agujas de Chamonix forman un grupo de la subsección Alpes del Mont Blanc.

## Geología
Las Agujas de Chamonix pertenecen geológicamente al macizo cristalino del Mont Blanc, constituido por granitos microcristalinos de diversa coloración. La línea de cresta está casi paralela a la falla del ángulo, que se desarrolla al noroeste de las agujas entre estas y Chamonix, y separa los granitos del macizo cristalino de los ortogneiss claros de la zona de Chamonix.

## Cimas principales
Las Agujas de Chamonix se subdividen a su vez en cuatro subgrupos:
- La Aiguille du Midi (3.843 m)
- La Aiguille du Plan (3.673 m), formada por dos cimas:
  - El Pain du Sucre - Envers du Plan
  - El Dent du Requin
- La Aiguille de Blaitière (3.522 m)
  - La Aiguille des Pelerins
  - La Aiguille du Peigne
  - El Dent du Crocodile
  - El Caiman
  - La Aiguille du Fou
- El grupo Charmoz-Grépon, al cual pertenecen:
  - La Aiguille des Grands Charmoz (3.445 m)
  - Los Petites Charmoz
  - La Aiguille de l'M
  - La Aiguille du Grépon (3.482 m)
  - La Aiguille de la Republique
  - La Tête de Trélaporte

## Ascensiones
La mayor parte de las agujas han sido escaladas desde los inicios del alpinismo, y en concreto:
- en el 1818 la Aguja du Midi
- en el 1871 la Aguja du Plan
- en el 1874 la Aguja de Blaitière

La ascensión del Grépon, efectuada por A. F. Mummery, A. Burgener y B. Venetz, el 5 de agosto de 1881, ha sido una de las primeras escaladas en roca de dificultad elevada. Las Agujas están atravesadas por numerosos itinerarios de dificultad variable.

## Refugios

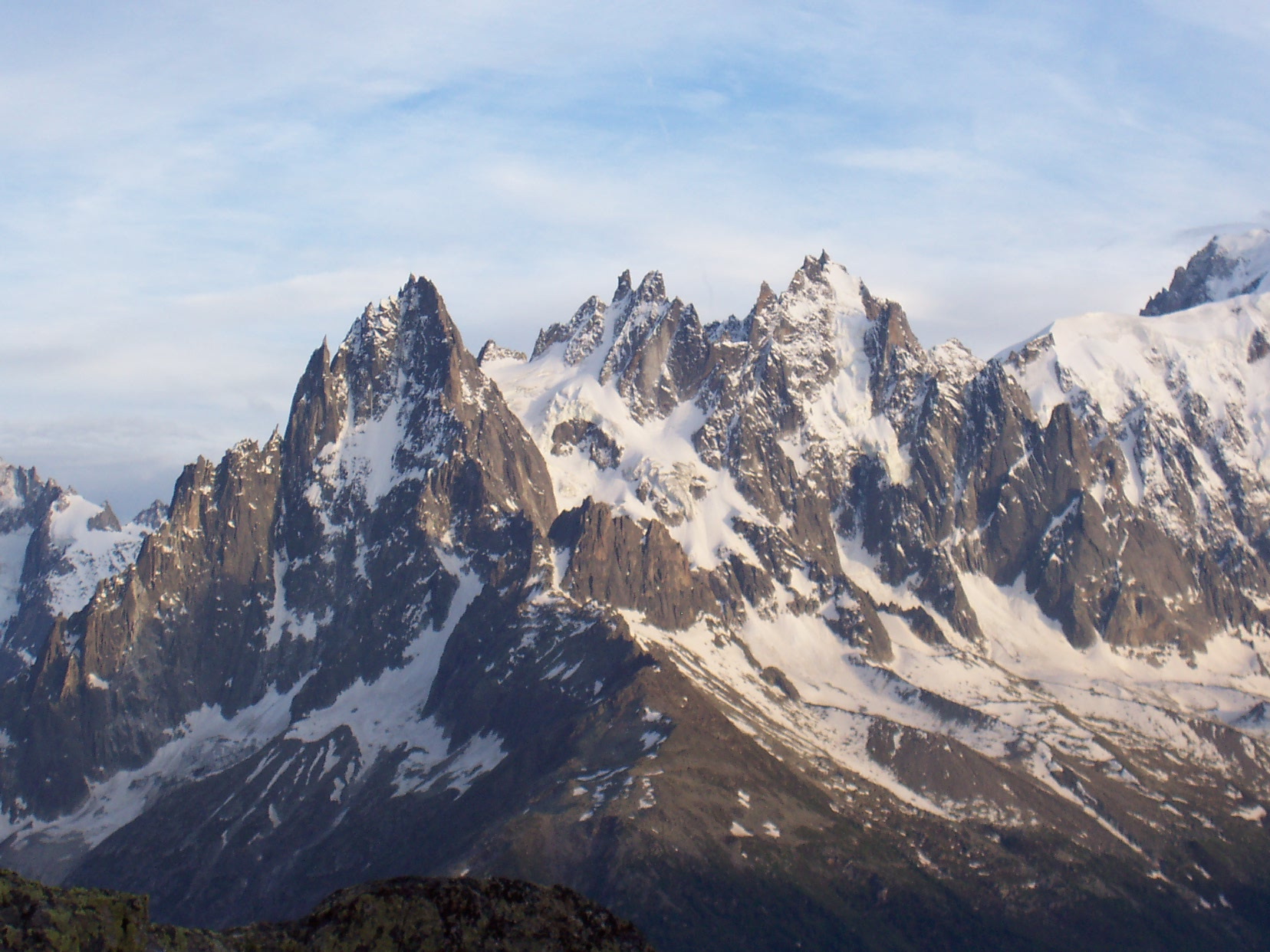
Las Agujas de Chamonix, vertiende noroeste.

- Refugio Plan de l'Aiguille - 2.207 m
- Refugio des Cosmiques - 3.613 m
- Refugio Envers du Plan - 2.520 m
- Refugio du Requin - 2.516 m